# Boulevard Henri-Sellier
Le boulevard Henri-Sellier est une voie de communication située à Suresnes (Hauts-de-Seine), menant du pont de Suresnes à Saint-Cloud et Rueil-Malmaison. Il suit le tracé de la route départementale D 985.

## Situation et accès

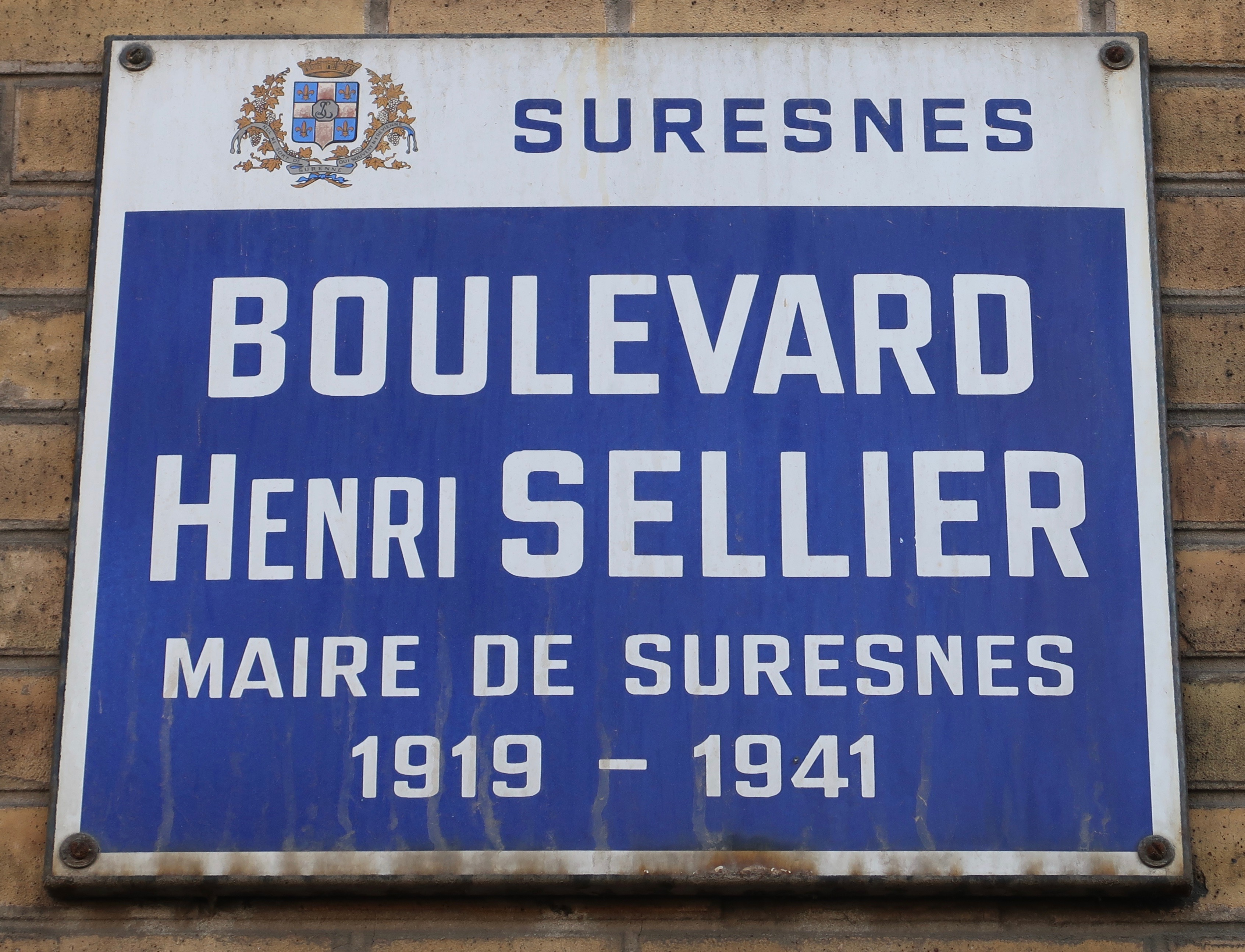
Plaque du boulevard Henri-Sellier.

Ce boulevard commence au pont de Suresnes, au point de rencontre du quai Gallieni et du quai Léon-Blum. Après avoir passé la rue des Bourets, la rue de Saint-Cloud et la rue Étienne-Dolet, puis s'élevant vers les coteaux du mont Valérien, il dessine une longue courbe vers la gauche, alors que part vers la droite l'avenue Charles-de-Gaulle (route départementale 3).
Il passe ensuite sous le pont Henri-Sellier, qui porte la ligne de Puteaux à Issy-Plaine (ligne des Moulineaux, actuelle ligne 2 du tramway) puis, dépassant l'entrée sud-ouest de la rue Jean-Jacques-Rousseau, sous la ligne de Paris-Saint-Lazare à Versailles-Rive-Droite et arrive au carrefour de la route départementale 39, marquant la limite de Saint-Cloud, et où convergent la rue du Val-d'Or, le boulevard Louis-Loucheur et la rue du Mont-Valérien.
Il est prolongé par le boulevard de la République, qui mène à l'hippodrome de Saint-Cloud.

## Origine du nom
La voie rend hommage à l'ancien maire de la ville Henri Sellier (1883-1943). Avant 1944, elle portait le nom de « boulevard de Versailles » ; en effet, jusqu'à la construction de l'autoroute A13 et du tunnel de Saint-Cloud, il s'agissait d'une voie privilégiée pour rejoindre depuis Paris l'ancienne capitale royale.

## Historique

### Percement de la voie
Jusqu'au XIXe siècle, Suresnes est un petit village rural à vocation viticole, dont les rares bâtiments se concentrent au niveau du centre-ville actuel, au niveau de l'esplanade des Courtieux, de la rue Émile-Zola, de la place Henri-IV, de la rue des Bourets et de la place du Général-Leclerc. Autour de ce noyau se développent aux XVIIe-XVIIIe des propriétés bourgeoises et aristocratiques dotées de jardins, dont l'absence d'emprise foncière participera grandement au percement du boulevard. Par ailleurs, après la construction du pont de Suresnes en 1842, les conducteurs des voitures venues depuis Paris se plaignent régulièrement de leur difficulté à traverser Suresnes pour rejoindre Rueil-Malmaison. À l'époque, ils devaient en effet emprunter la rue de la Tuilerie, bien plus étroite que l'actuel boulevard, et qui comportait une forte pente.
Dans les dernières années du Second Empire, le projet de construction d'une route qui mènerait plus aisément du pont de Suresnes vers Rueil-Malmaison est retenu par les autorités. Plusieurs voies en mauvais état sont alors détruites. Les travaux commencent avant la guerre franco-prussienne de 1870-1871, sont interrompus à cause de cette dernière et reprennent ensuite. Ils conduisent à la démolition de beaux jardins et de maisons pillées lors du conflit. Le 1er septembre 1871, la moitié du presbytère est abattue, malgré les plaintes de la municipalité ; un nouveau est alors construit plus loin, tandis qu'une partie des anciens bâtiments seront ensuite occupés par la suite par la bibliothèque municipale (1924-1979). Afin de permettre le percement du boulevard, des terrasses sont construites pour stabiliser les terres des coteaux. Le pont, détruit par la guerre, est en reconstruction. Le « boulevard de Versailles » est achevé en 1878, doté d'une chaussée de 10 mètres de large bordée de platanes. Son achèvement participe grandement du désenclavement de Suresnes, jusque là village isolé, qui va dès lors accueillir de nombreuses usines et voir sa population s'accroître rapidement. Grâce au boulevard, écrit l'historien local René Sordes, « Suresnes n’était plus un bout du monde ».

Photographies anciennes
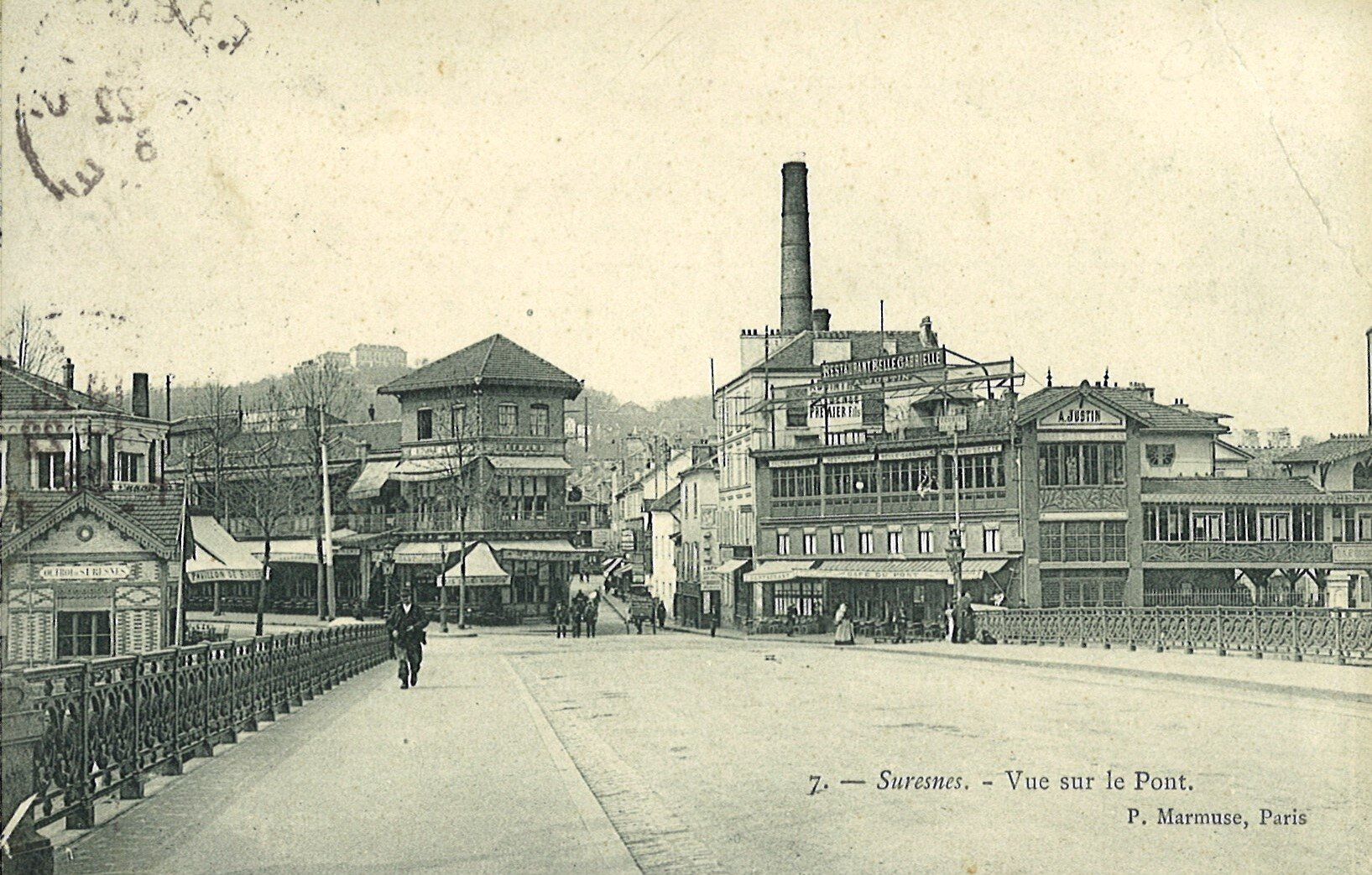
Vue de l'ancien pont de Suresnes vers le boulevard de Versailles et la rue du Pont en 1906. La forteresse du Mont-Valérien apparaît en arrière-plan.
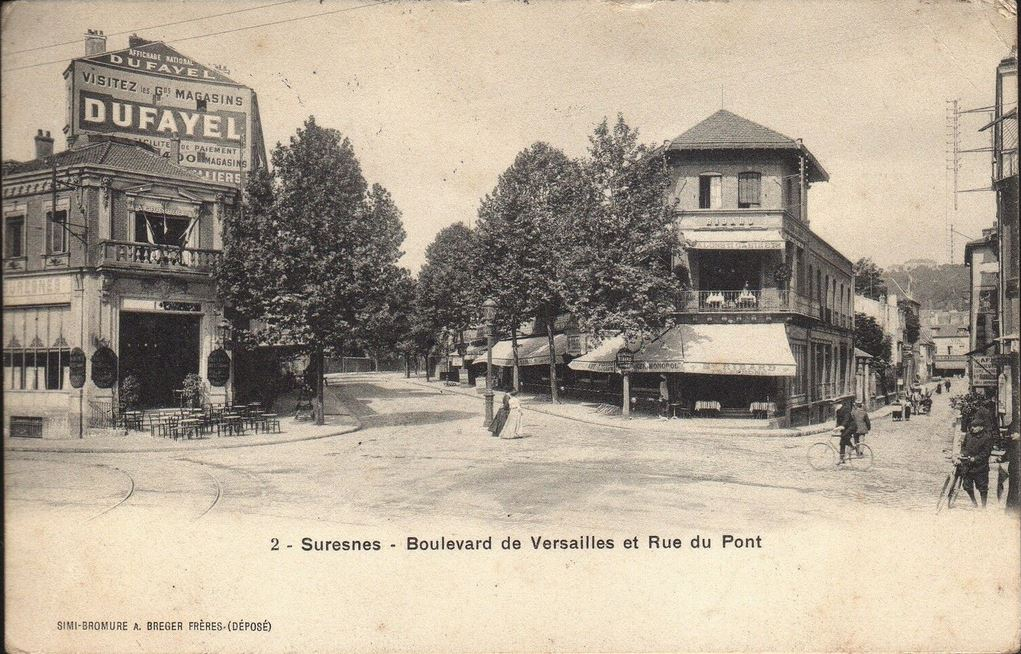
Croisement du boulevard de Versailles et de la rue du Pont (disparue de nos jours).
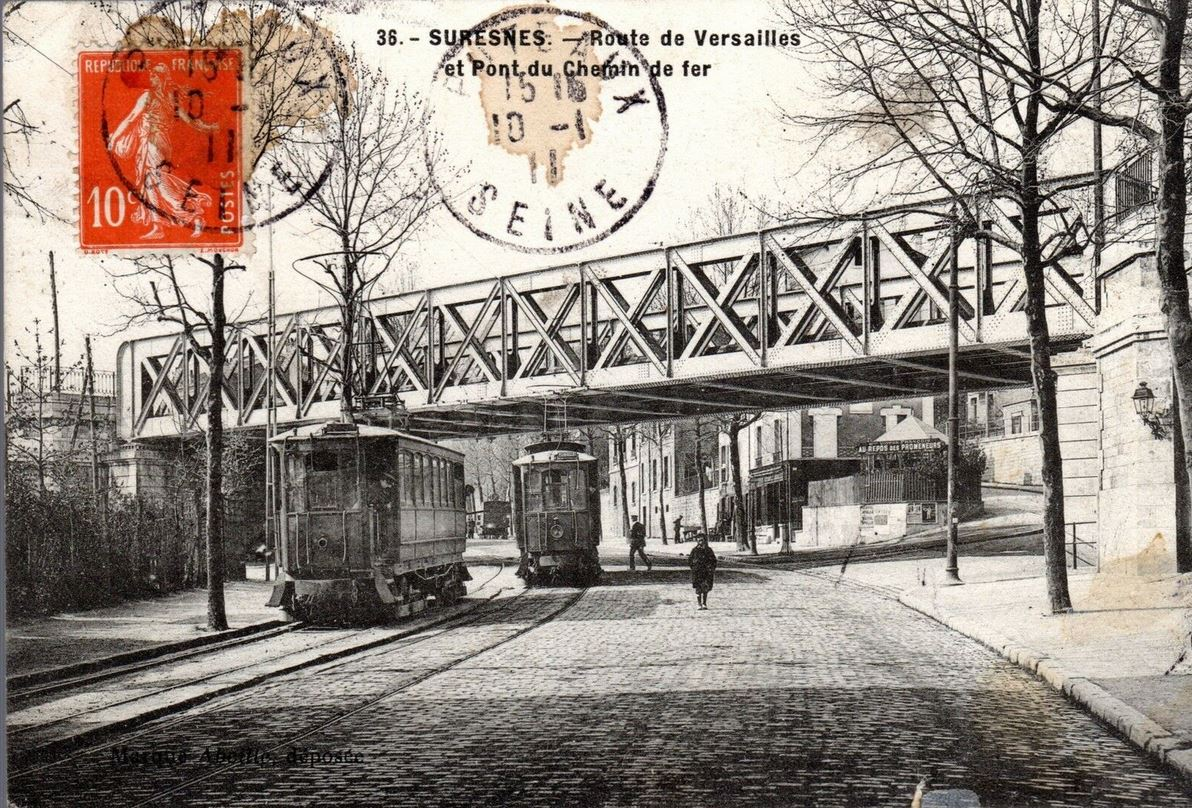
Le boulevard de Versailles au niveau du pont du chemin de fer.
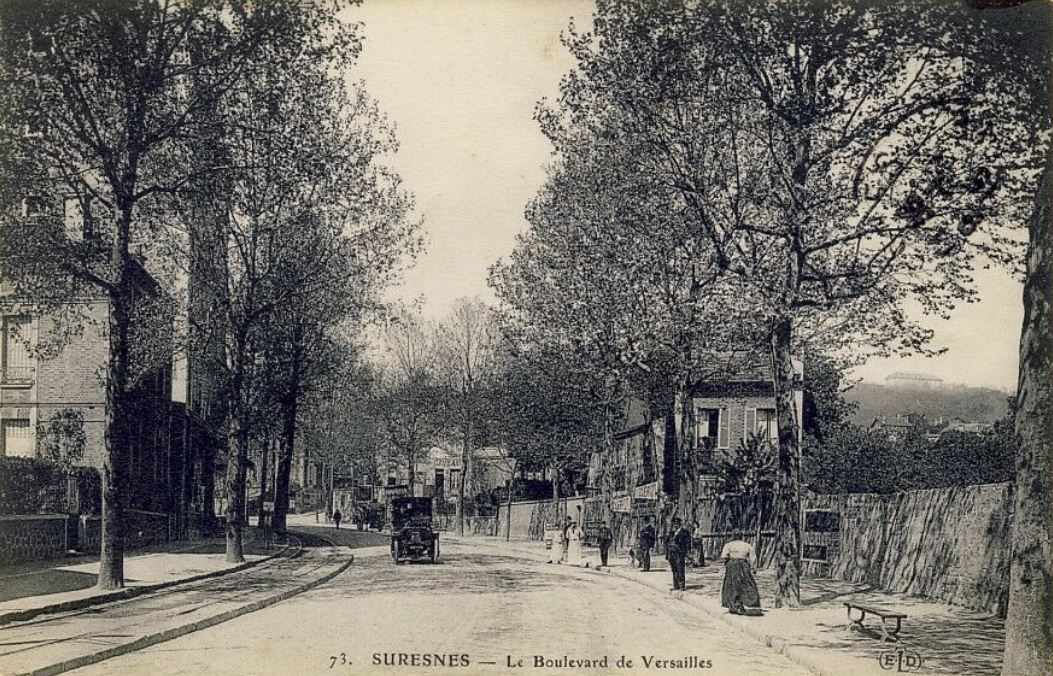
Le boulevard de Versailles.
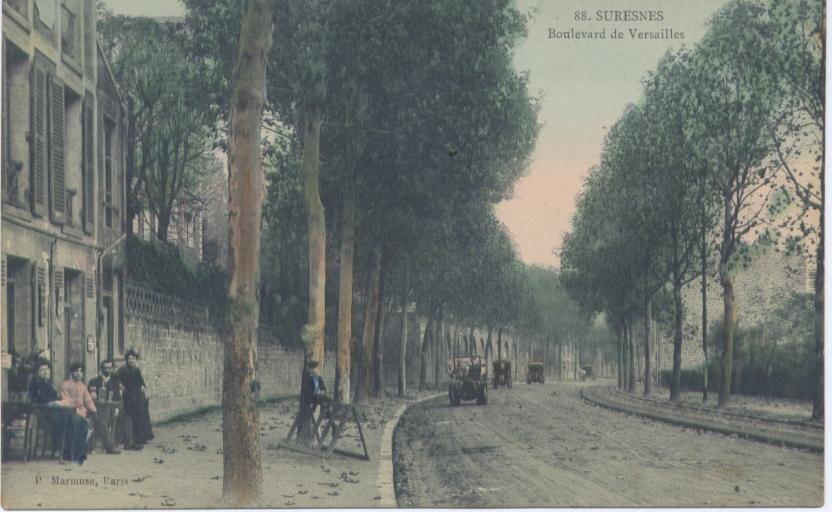
Idem, avec une portion d'un mur de soutien (au fond).
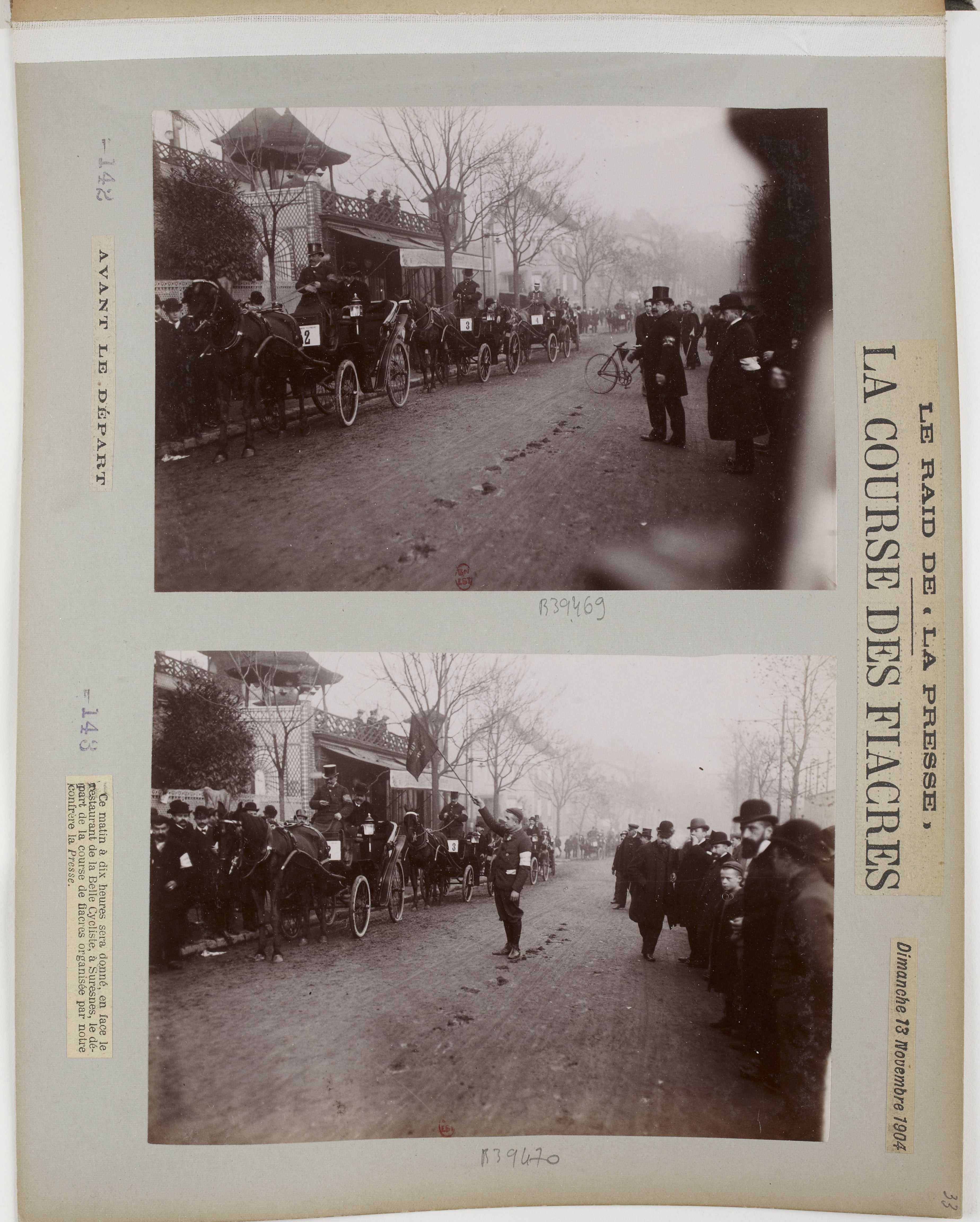
Départ d'une course de fiacres sur le boulevard, devant le restaurant La Belle Cycliste (disparu de nos jours) en 1904.

### Années 1870-1950
Les quais de la ville, près du pont et du boulevard, accueillaient déjà des guinguettes, mais le percement de cette nouvelle voie contribue grandement à son dynamisme de loisir. Jusqu'au milieu du XXe siècle, les restaurants de la rue du Pont et des quais (comme le Moulin-Rose), à côté du nouveau boulevard facilement accessible pour les Parisiens et les habitants des environs, font de cet espace un quartier animé, où viennent s'amuser les turfistes de Longchamp, la foule venue acclamer l'armée lors du défilé militaire du 14 Juillet à l'hippodrome, sans compter les mariages et les bals qui s'y déroulent.
La gare de Suresnes-Longchamp est construite de 1886 à 1889. De hauts murs de soutien sont alors édifiés en bordure du boulevard, afin de stabiliser les terres de remblai, ainsi que deux escaliers.

Photographies en remontant depuis le pont
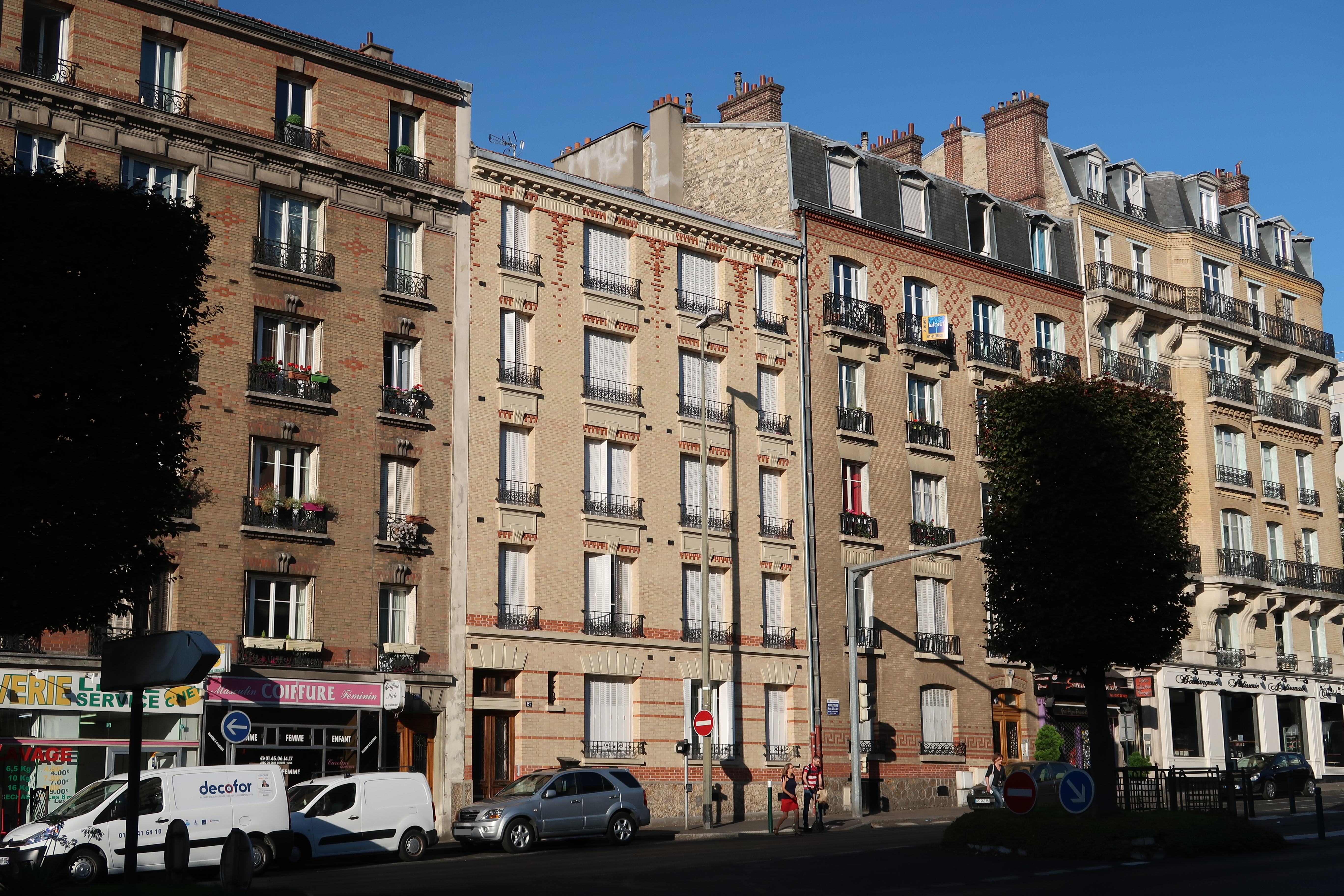
Immeubles.
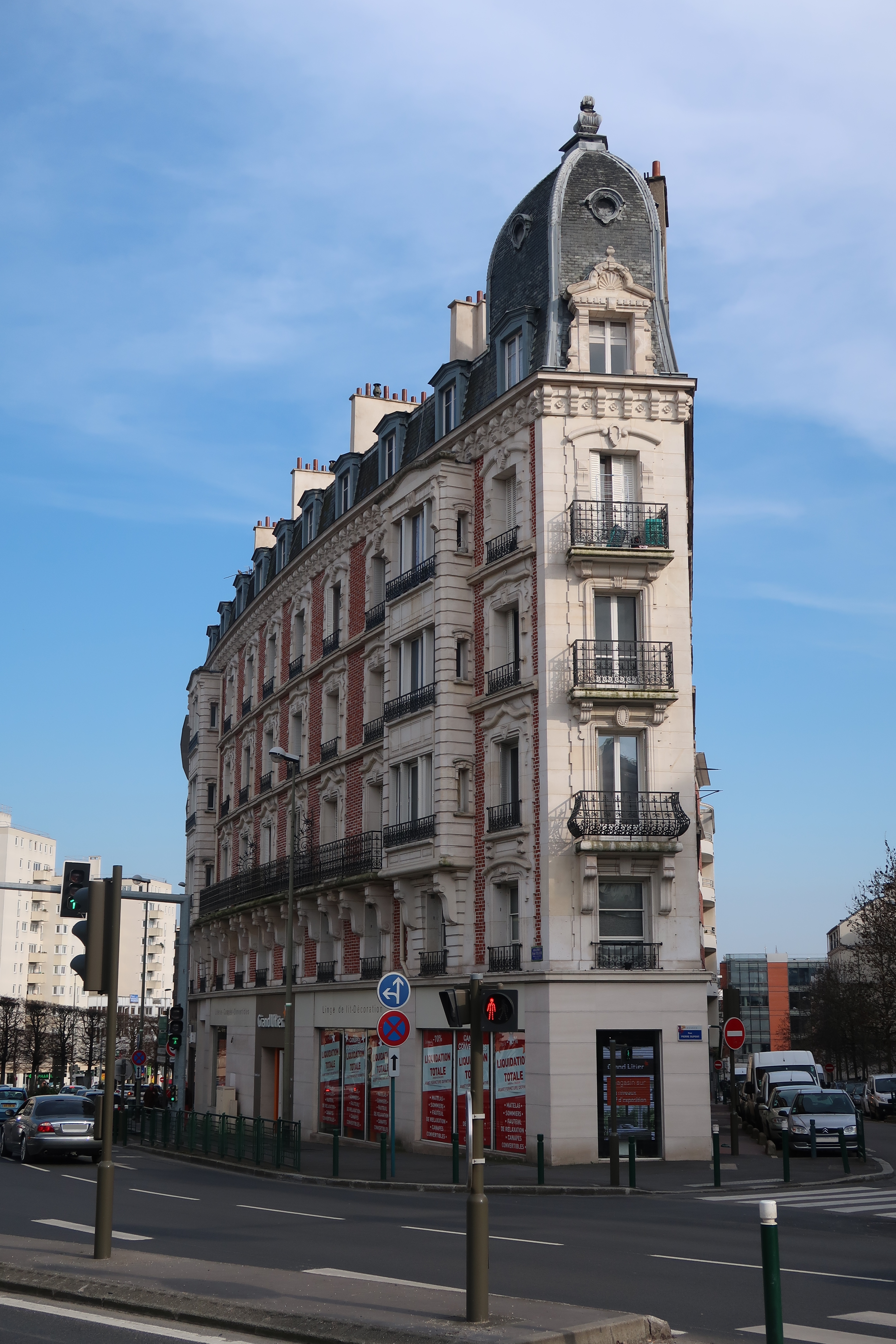
Immeubles.
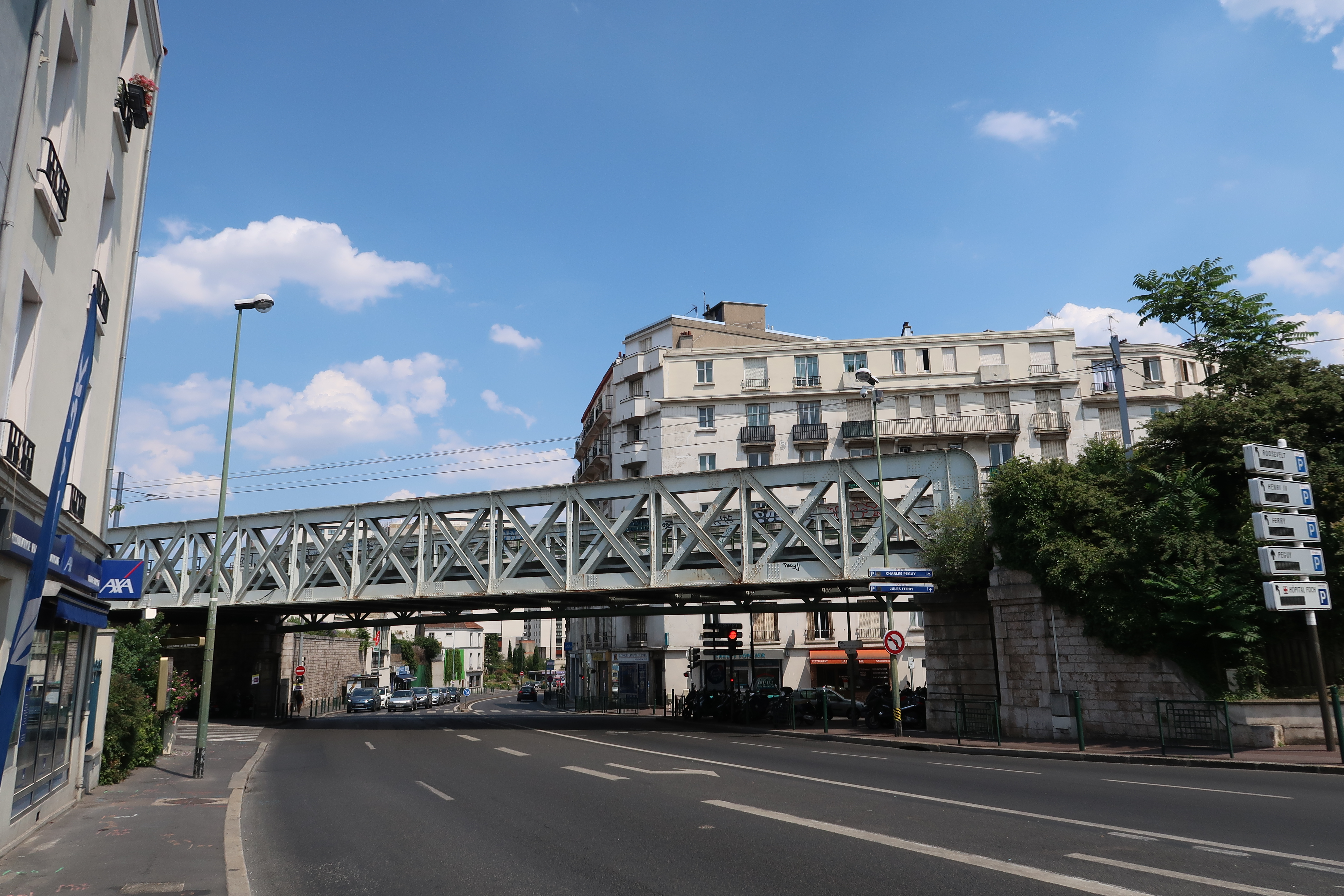
Le pont Henri-Sellier, sur lequel passe la ligne 2 du tramway.
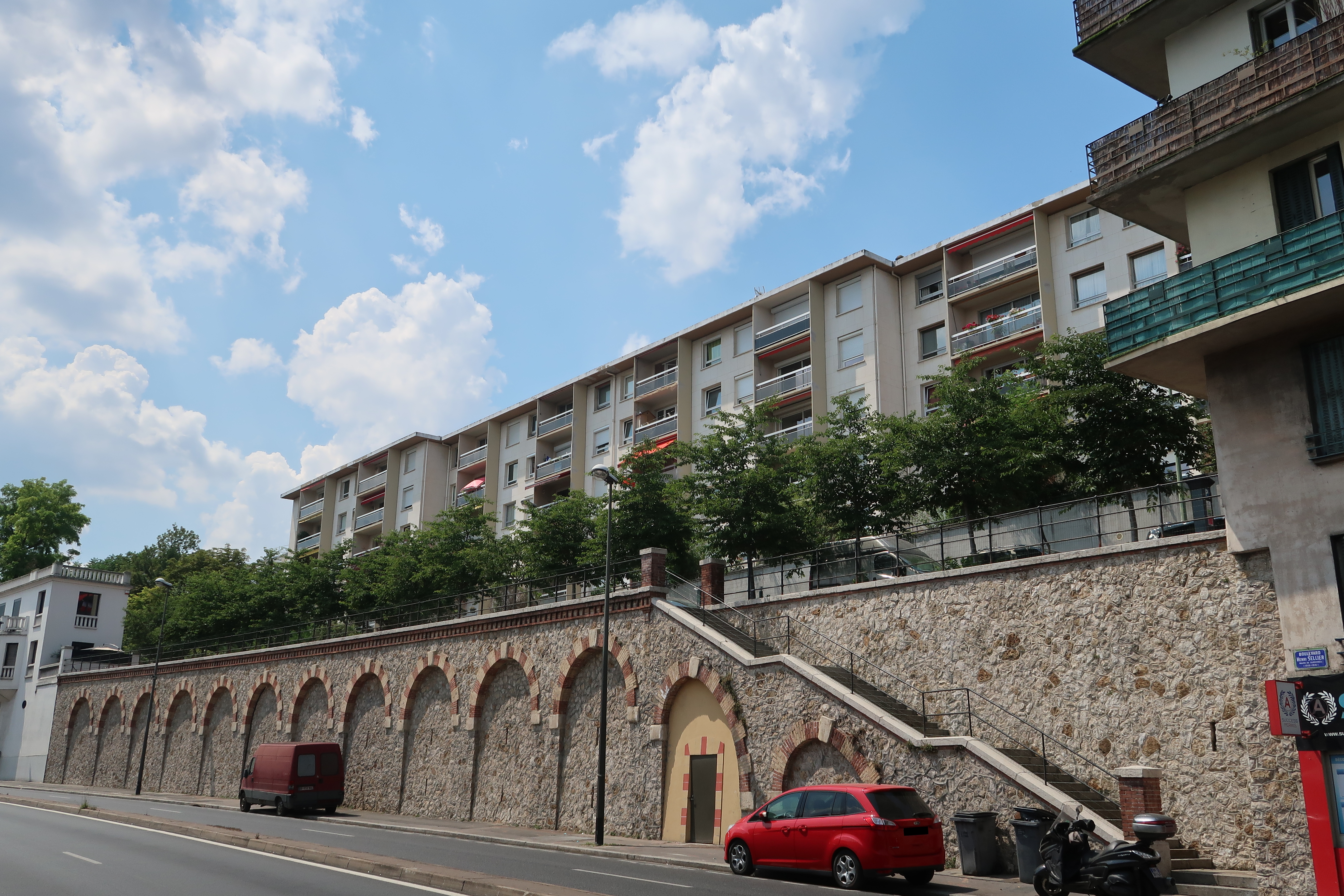
Un des murs de soutien le long du boulevard.
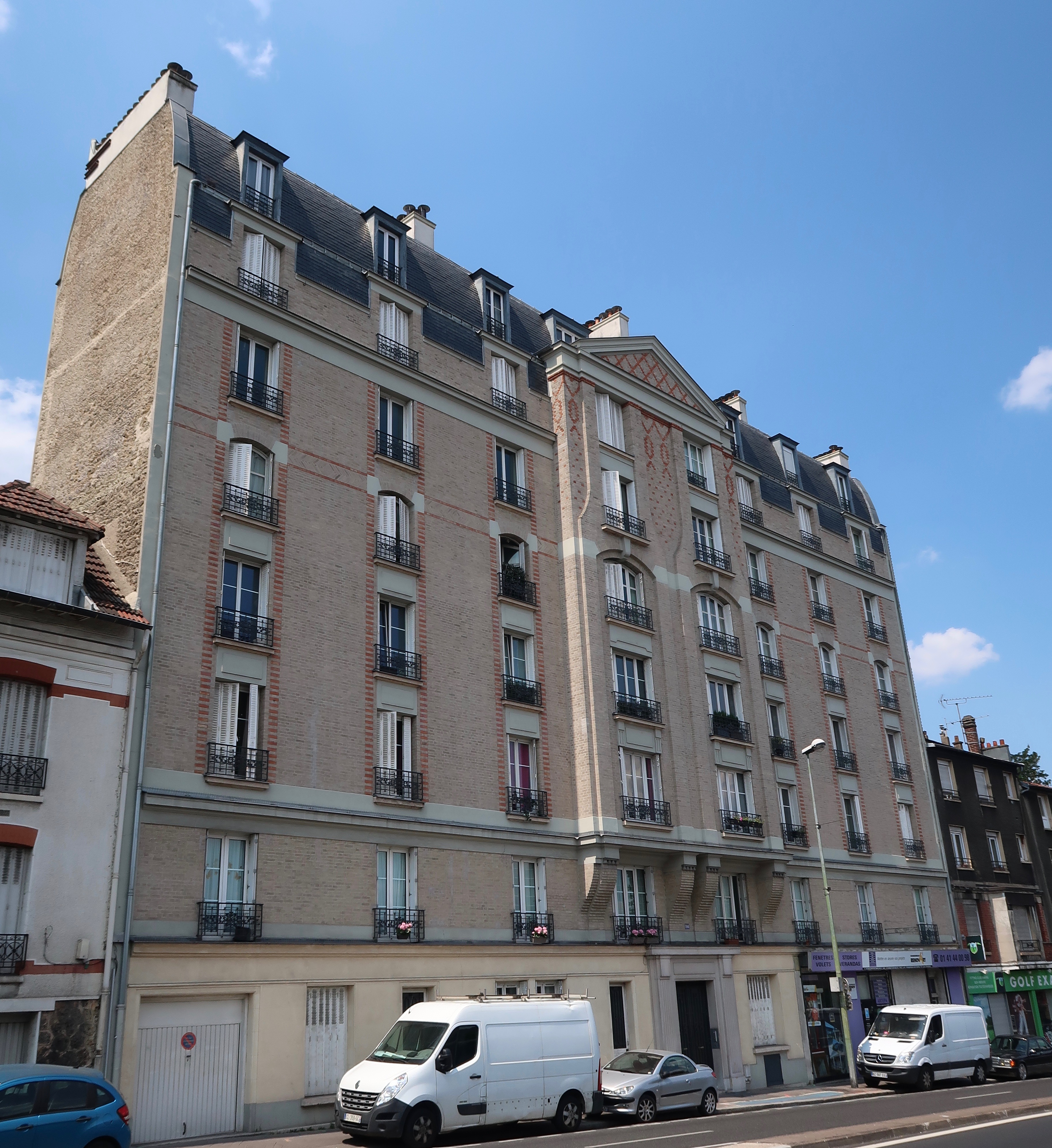
Immeubles.
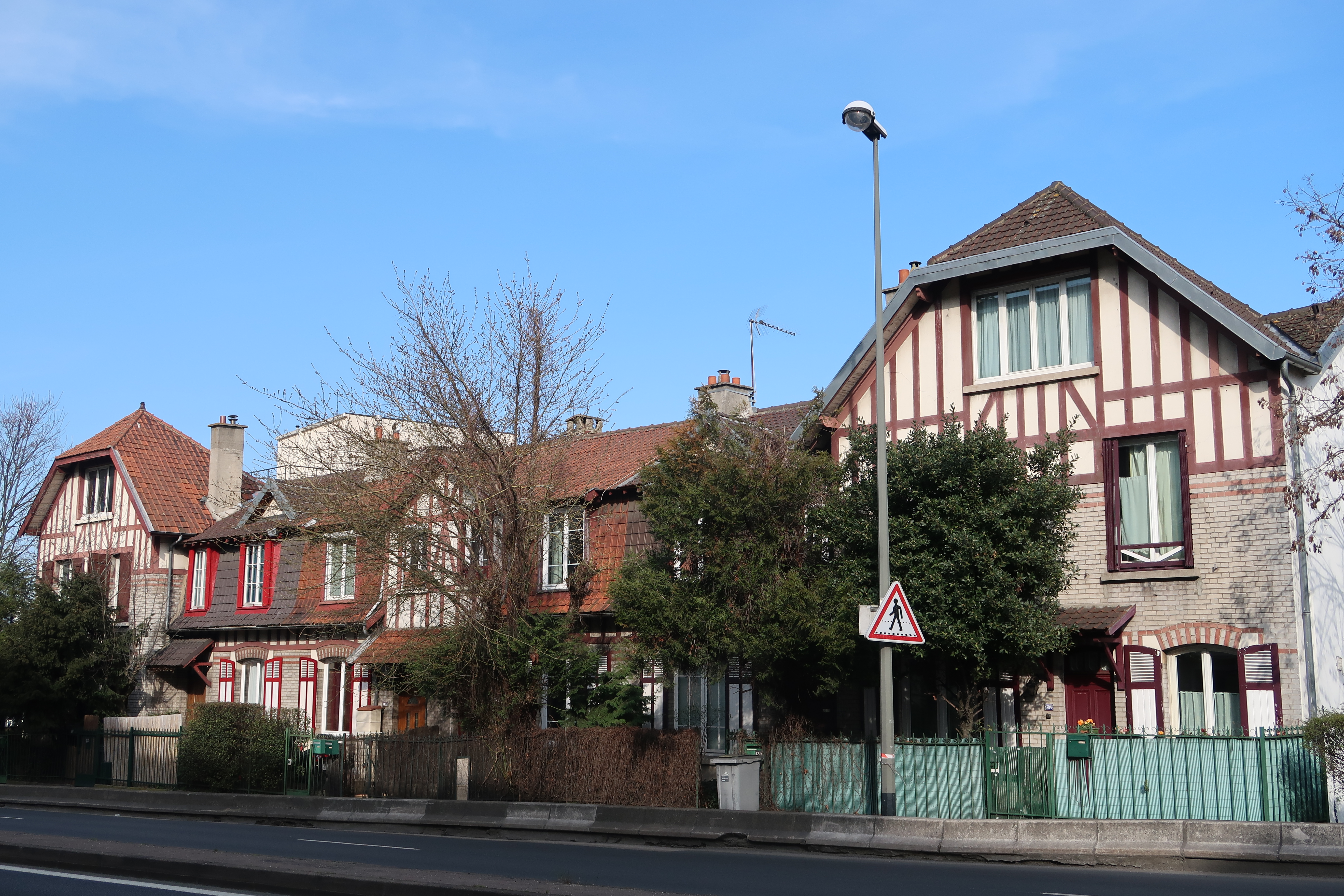
Maisons de style néo-normand.

L'établissement d'entreprises industrielles attire dans le quartier du pont des commerçants spécialisés en bicyclettes et automobiles, en particulier pour l'essence, en bas du boulevard de Versailles, près des cafés et des restaurants. Pour éviter de payer l'octroi, nombre de Parisiens venaient en effet le week-end s'approvisionner en essence près du pont de Suresnes avec des bidons. En 1921, les premiers distributeurs d'essence à colonnes sont installés aux 7 et 62 boulevard de Versailles. La vitesse, jugée excessive pour l'époque, des voitures passant sur le pont jusqu'à Suresnes (30-40 km/h) conduit à l'installation d'un agent pour éviter les accidents. En mai 1891 a lieu une course automobile entre la pompe à feu du Bourget et le château de Versailles, où s'affrontent Merelle, de Dion et Bouton ; à leur retour à Suresnes, près du pont de chemin de fer des Moulineaux qui enjambe le boulevard, la voiture de de Dion percute celle de Merelle avec violence mais sans gravité, peut-être le premier accident automobile de l'histoire estime René Sordes. En 1907, l'ingénieur Fernand Forest s'installe au no 22 du boulevard, transformant son domicile en atelier pour faire des recherches, notamment sur les moteurs pour canots et pour automobiles,,. Au no 2, un immeuble au coin de la rue du Pont, qui abritait le café Ribard, est choisi par la municipalité pour accueillir au premier étage les activités associatives de la ville.
Au milieu des années 1920, avant qu'il ne soit détruit par un incendie, le restaurant La Belle Cycliste, à l'angle avec la rue des Carrières, accueille l'élection d'une « muse » par les convives. Le couronnement a lieu place du Marché, en présence des associations locales et du conservatoire de Mimi Pinson et de son créateur, Gustave Charpentier.
Commencé en 1925, un plan d'aménagement de la région parisienne prévoit l'élargissement des quais entre Suresnes, Puteaux et Saint-Cloud, mais aussi celui du boulevard de Versailles, qui doit atteindre 30 mètres de largeur. En 1938, le boulevard est finalement élargi, après l'abattage des arbres qui le bordaient.
Lors de l'exode de 1940, des Suresnois l'empruntent pour fuir la région parisienne. Sous l'Occupation allemande, certains des bureaux de la Kommandantur s'installent au no 43, dans la bibliothèque municipale. À la Libération, les Suresnois voient arriver des soldats alliés par le boulevard, alors que des convois allemands l'empruntent pour fuir, feux éteints. En 1944, le « boulevard de Versailles » prend le nom de « boulevard Henri-Sellier », du nom de l'ancien maire mort sous l'Occupation.

### Depuis les années 1950

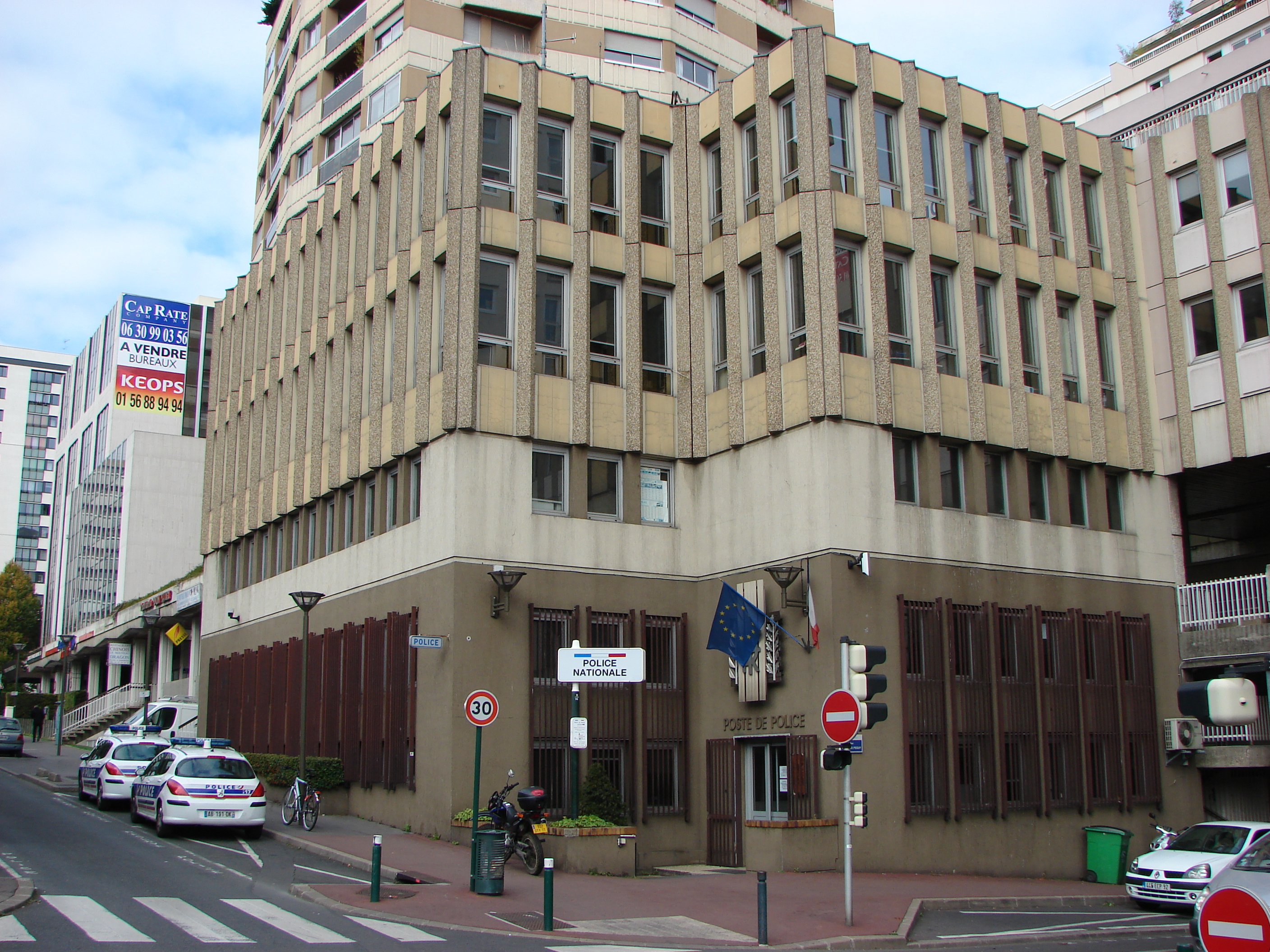
Le commissariat de police, en bas du boulevard.

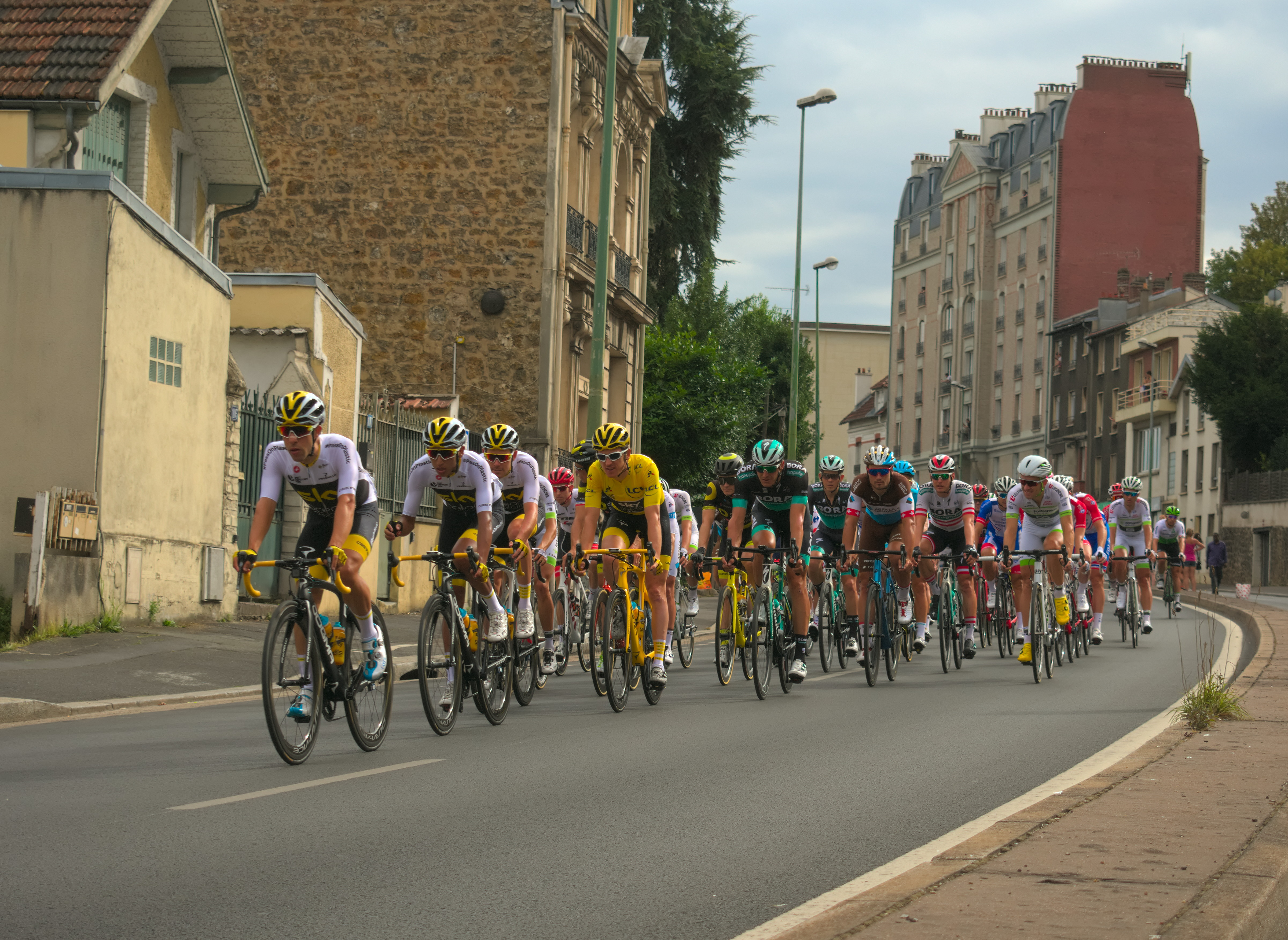
Tour de France 2018 à Suresnes.

Agrandi vers 1900, le pont est cependant rapidement critiqué, dangereux pour la circulation ainsi que pour la navigation. Par ailleurs, la circulation le long du quai, perpendiculaire au pont, rend compliquée l'arrivée des voitures sur le boulevard de Versailles. Sur proposition du maire Henri Sellier, le conseil général de la Seine décide ainsi en 1936 d'effectuer une déviation du boulevard et de construire un nouveau pont. Ce dernier doit être situé en amont de celui qui allait disparaître et il fallait donc aligner le boulevard en conséquence. L'axe du nouveau pont devait également permettre de le raccorder à la route allant jusqu'à la porte Maillot (Paris), donc en angle de 8 degrés par rapport à la Seine. Le pont doit également surplomber le quai Gallieni, qui serait donc désormais situé sous lui, afin de fluidifier le trafic. Des rampes d’accès permettront de le rejoindre. Le chantier du pont commence en 1938, est interrompu par la Seconde Guerre mondiale et se termine en 1950. L'entrée du nouveau pont au niveau du boulevard de Versailles, devenu boulevard Henri-Sellier, est modifiée, un triangle d'immeuble compris entre le boulevard, la rue Willaumez et le quai Gallieni étant démoli afin de permettre l'alignement.

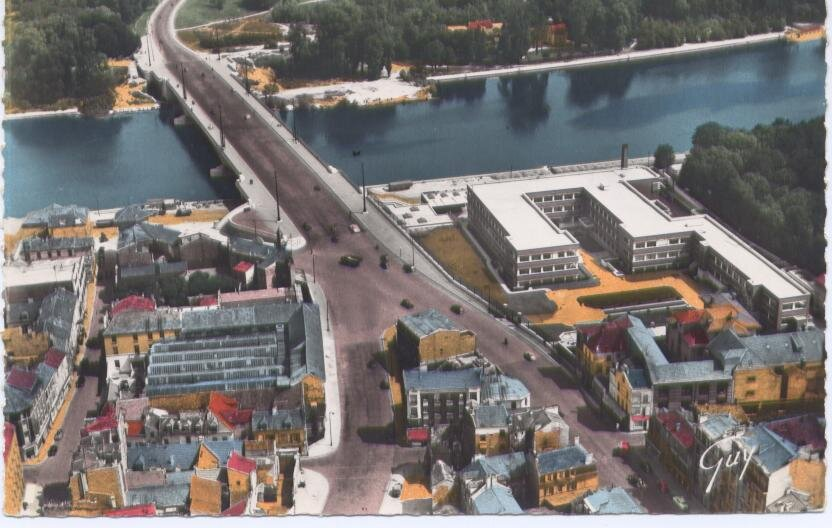
Le pont en 1970, alors que le boulevard Henri-Sellier n'est pas encore réaménagé. À droite, le site historique des usines Coty.

Le pont est inauguré en 1951 puis l'ancien est rapidement détruit. Ces travaux, dit René Sordes, ont « fait disparaître la partie de Suresnes la plus animée, la plus vivante, comprise entre la rue du Pont et l’usine Coty », faisant référence aux nombreuses guinguettes qui peuplaient le quartier. Dans les années 1970, alors que Robert Pontillon est maire, le sud du centre historique de Suresnes, qui longe le boulevard, est en grande partie détruit afin d'accueillir des magasins et des lotissements immobiliers : la rue du Pont disparaît ainsi au profit d'un centre commercial et l'emprise du boulevard est étendue (cf. la photo ci contre, datant de 1970 : les bâtiments au centre ont laissé place à une large chaussée). Depuis, le boulevard est devenu un axe routier important des Hauts-de-Seine.
En 1960, le prince Ali Khan meurt après un accident de voiture survenu sur le boulevard, dans lequel sa compagne d'alors, le mannequin Bettina, est blessée. 
En 2018, la 105e étape du Tour de France passe par le boulevard.
Entre 2025 et 2027 sont entrepris des travaux de réaménagement du bas du boulevard, du pont jusqu'au croisement avec l’avenue du Général-Charles-de-Gaulle.

## Bâtiments remarquables et lieux de mémoire
- L'ancienne usine de parfumerie Coty, au croisement du quai et du boulevard[1].
- À l'époque où le bas de Suresnes, près des quais, comptait de nombreuses guinguettes et restaurants, l'établissement du Moulin Rose était installé au no 6 du boulevard[19]. Sa façade était coiffée d'un moulin et sa salle de bal accueillait notamment les turfistes de l'hippodrome voisin et jeunes mariés[20]. Un cinéma y fut aussi installé[21].
- Commissariat de police au no 32[22].
- Gare de Suresnes-Longchamp.